# Epitonium pulchellum
Epitonium pulchellum é uma espécie de molusco pertencente à família Epitoniidae.
A autoridade científica da espécie é Bivona, tendo sido descrita no ano de 1832.
Trata-se de uma espécie presente no território português, incluindo a zona económica exclusiva.